# Список частинок
Список частинок у фізиці елементарних частинок, а також частинок, які складаються з елементарних.

## Елементарні частинки
Елементарна частинка — це частинка без внутрішньої структури, тобто не містить інших частинок у своєму складі. Елементарні частинки — фундаментальні об’єкти квантової теорії поля. Їх можна класифікувати за спіном: ферміони мають напівцілий спін, а бозони – цілий.

### Стандартна модель
Стандартна модель фізики елементарних частинок — теорія, що описує властивості елементарних частинок та їх взаємодію. Всі частинки, передбачені Стандартною моделлю, за винятком гіпотетичних частинок, були виявлені експериментально (прямо чи опосередковано, як, наприклад, кварки).

#### Ферміони (напівцілий спін)
Ферміони мають напівцілий спін; для всіх відомих елементарних ферміонів він дорівнює ½. Кожен ферміон має власну античастинку. Ферміони є базовими цеглинками всієї матерії. Вони класифікуються за типом взаємодій, у яких можуть брати участь.
Згідно зі Стандартною моделлю існує 12 ароматів елементарних ферміонів: 6 кварків та 6 лептонів, та 12 їх античастинок.
- Кварки мають колірний заряд і беруть участь у всіх типах взаємодій (у т.ч. і сильній взаємодії). Їх античастинки називаються антикварками. Існує 6 ароматів кварків:

| Покоління |  |                                      |                                     |                       |                |  |                                        |                                     |                       |            |
|           |  | Назва (Аромат) кварка/антикварка     | Символ кварка/антикварка            | Електричний заряд (e) | Маса (МеВ)     |  | Назва(Аромат) кварка/антикварка        | Символ кварка/антикварка            | Електричний заряд (e) | Маса (МеВ) |
| 1         |  | u-кварк (Up-кварк) / анти u-кварк    | {\displaystyle u/\,{\overline {u}}} | +2/3                  | від 1,5 до 3   |  | d-кварк (Down-кварк) / анти d-кварк    | {\displaystyle d/\,{\overline {d}}} | −1/3                  | від 3 до 7 |
| 2         |  | c-кварк (Charm-кварк) / анти c-кварк | {\displaystyle c/\,{\overline {c}}} | +2/3                  | 1250 ± 90      |  | s-кварк (Strange-кварк) / анти s-кварк | {\displaystyle s/\,{\overline {s}}} | −1/3                  | 95 ± 25    |
| 3         |  | t-кварк (Top-кварк) / анти t-кварк   | {\displaystyle t/\,{\overline {t}}} | +2/3                  | 174 200 ± 3300 |  | b-кварк (Bottom-кварк) / анти b-кварк  | {\displaystyle b/\,{\overline {b}}} | −1/3                  | 4200 ± 70  |

- Лептони не беруть участь у сильній взаємодії. Їх античастинки — антилептони (античастинка електрона називається позитроном з історичних причин). Існує 6 ароматів лептонів:

| Покоління |  | Заряджений лептон / античастинка | Заряджений лептон / античастинка        | Заряджений лептон / античастинка | Заряджений лептон / античастинка |  | Нейтрино / антинейтрино                       | Нейтрино / антинейтрино                                     | Нейтрино / антинейтрино | Нейтрино / антинейтрино |
|           |  | Назва                            | Символ                                  | Електричний заряд (e)            | Маса (МеВ)                       |  | Назва                                         | Символ                                                      | Електричний заряд (e)   | Маса (МеВ)              |
| 1         |  | Електрон / Позитрон              | {\displaystyle e^{-}\,/\,e^{+}}         | −1 / +1                          | 0,511                            |  | Електронне нейтрино / Електронне антинейтрино | {\displaystyle \nu _{e}\,/\,{\overline {\nu }}_{e}}         | 0                       | < 0,0000022             |
| 2         |  | Мюон                             | {\displaystyle \mu ^{-}\,/\,\mu ^{+}}   | −1 / +1                          | 105,66                           |  | Мюонне нейтрино / Мюонне антинейтрино         | {\displaystyle \nu _{\mu }\,/\,{\overline {\nu }}_{\mu }}   | 0                       | < 0,17                  |
| 3         |  | Тау-лептон                       | {\displaystyle \tau ^{-}\,/\,\tau ^{+}} | −1 / +1                          | 1776,99                          |  | Тау-нейтрино / Тау-антинейтрино               | {\displaystyle \nu _{\tau }\,/\,{\overline {\nu }}_{\tau }} | 0                       | < 15,5                  |

Маси нейтрино не дорівнюють нулю (це підтверджується існуванням нейтринних осциляцій), але дуже малі, тому досі не вдалося виміряти їх, а лише поставити верхні обмеження.

#### Бозони (цілий спін)
Бозони мають цілі значення спіну. Фундаментальні сили природи переносяться калібрувальними бозонами, а маса фундаментальних частинок, згідно з теорією, породжується хіггсівськими бозонами. За Стандартною моделлю, елементарними бозонами є такі частинки:
| Назва        | Заряд (e) | Спін | Маса (ГеВ) | Взаємодія, яку переносить |
| Фотон        | 0         | 1    | 0          | Електромагнітна взаємодія |
| W±           | ±1        | 1    | 80,4       | Слабка взаємодія          |
| Z0           | 0         | 1    | 91,2       | Слабка взаємодія          |
| Глюон        | 0         | 1    | 0          | Сильна взаємодія          |
| Бозон Хіггса | 0         | 0    | 125,1      | Поле Хіггса               |

Бозон Хіггса (спін — 0) передбачається теорією електрослабкої взаємодії. В механізмі Хіггса Стандартної моделі масивний хіггсівський бозон отримує масу через спонтанне порушення симетрії. Наявність мас у елементарних частинок (зокрема, великі маси W±- та Z0-бозонів) може бути пояснена їх взаємодією з полем Хіггса.

### Гіпотетичні частинки
Суперсиметричні теорії, які розширюють Стандартну модель, передбачають існування нових частинок (суперсиметричних партнерів частинок Стандартної моделі), проте жодна з них не була експериментально підтверджена (станом на 2020 рік).
- Нейтраліно (спін — ½) — суперпозиція суперпартнерів кількох нейтральних частинок Стандартної моделі. Це кандидат на основну складову темної матерії. Партнери заряджених бозонів називаються чарджіно (chargino).
- Фотіно (спін — ½) — суперпартнер фотона.
- Гравітіно (спін — ³⁄2) — суперпартнер гравітона в теоріях супергравітації.
- Слептони і Скварки (спін — 0) — суперсиметричні партнери ферміонів Стандартної моделі. Передбачається, що с-топ кварк (Stop) (суперпартнер top-кварка) повинен мати відносно маленьку масу, тому його пошуки ведуться особливо активно.

Крім того, в інших моделях вводяться наступні, поки не зареєстровані, частинки:
- Гравітон (спін — 2) переносник гравітації в теоріях квантової гравітації.
- Інфлятон та курватон — частинки, які брали участь у процесі інфляції Всесвіту.
- Аксіон (спін — 0) — псевдоскалярна частинка, введена в теорії Печчеі — Квінн, щоб розв’язати CP-проблему сильної взаємодії.
- Аксіно (спін — ½) — суперпартнер аксіона.
- X-бозон та Y-бозон передбачаються теоріями Великого об’єднання як більш важкі аналоги W- та Z-бозонів.
- Майорон введений, щоб пояснити масу нейтрино за допомогою механізму гойдалки.
- Стерильні нейтрино вводяться в багатьох варіантах Стандартної моделі і можуть знадобитися для пояснення результатів експериментів з вивчення нейтринних осциляцій.
- Магнітний монополь — загальні назви для частинок з ненульовим магнітним зарядом. Вони передбачаються деякими теоріями Великого об’єднання.
- Преон був запропонований як підструктура для кварків та лептонів, але сучасні експерименти на колайдерах не підтверджують його існування.
- Планківська частинка
- Максимон
- Мінімон

## Складені частинки

Кваркова структура протона: 2 u-кварки і 1 d-кварк.

### Адрони
Адрони визначаються як складені частинки сильної взаємодії.
Адрони складаються з кварків і діляться на 2 категорії:
- баріони, які складаються з трьох кварків трьох різних кольорів і утворюють безколірну комбінацію;
- мезони, які складаються з одного кварка і одного антикварка.

Кваркові моделі, вперше запропоновані у 1964 році незалежно Гелл-Манном і Джорджем Цвейгом (який назвав кварки «тузами»), описують відомі адрони як складені з вільних (валентних) кварків і/чи антикварків, міцно зв’язаних сильною взаємодією, яка переноситься глюонами. В кожному адроні також міститься "море" віртуальних кварк-антикваркових пар.

#### Баріони

Комбінація трьох u, d чи s-кварків із загальним спіном 3/2 формують так званий баріонний декуплет.

Звичайні баріони (ферміони) містять кожен три валентних кварки або три валентних антикварки.
- Нуклони — ферміонні складові звичайного атомного ядра:
  - Протони
  - Нейтрони
- Гіперони, такі, як Λ-, Σ-, Ξ- і Ω-частинки, містять один чи більше s-кварків. Вони важчі за нуклони і розпадаються (завдяки слабкій взаємодії) за час порядку {\displaystyle 10^{-8}} секунд. Хоча зазвичай в атомному ядрі гіперонів нема (у ньому міститься лише домішка віртуальних гіперонів), існують зв’язані системи одного чи більше гіперонів з нуклонами, які називаються гіперядрами, які теж є досить короткоживучими.
- Також були виявлені чарівні і красиві баріони, що мають час життя порядку пікосекунди або менше.

Нещодавно були знайдені ознаки існування екзотичних баріонів, які містять п’ять валентних кварків; але були повідомлення і про негативні результати. Питання їх існування залишається відкритим.
- Пентакварки складаються з п’яти валентних кварків (точніше, чотирьох кварків і одного антикварка).

#### Мезони

Мезони с нульовим спіном формують нонет

Звичайні мезони містять валентний кварк і валентний антикварк. В їх число входять піон, каон, J/ψ-мезон і багато інших типів мезонів. В спрощених моделях ядерних сил взаємодія між нуклонами переноситься мезонами.
Можуть існувати також екзотичні мезони (існування деяких із них все ще під питанням):
- Тетракварки складаються з двох валентних кварків і двох валентних антикварків.
- Глюболи — зв’язані стани глюонів без валентних кварків.
- Гібриди складаються з одної чи більше кварк-антикваркових пар і одного чи більше реальних глюонів.

Мезони з нульовим спіном формують нонет.

## Виноски
1. ↑  Масса Top-кварка: тепер невизначеність становить 1,2% (англійською) . 3 серпня 2006. Архів оригіналу за 21 лютого 2012. Процитовано 25 вересня 2009.
2. 1 2 3  Лабораторні виміри таобмеження на властивості нейтрино (англійською) . Архів оригіналу за 21 лютого 2012. Процитовано 25 вересня 2009.